# Shadow Conspiracy
Shadow Conspiracy is een Amerikaanse  thriller uit 1997. De film werd heel slecht ontvangen en behaalde een zeldzame 0%-score op Rotten Tomatoes, wat betekent dat alle recensies verzamelt door de website negatief waren. Ook wist het maar 2 miljoen dollar op te brengen met een budget van 45 miljoen. Het was de laatste film van regisseur George P. Cosmatos.

## Plot
Bobby Bishop ontdekt een plot om de president te vermoorden.

## Rolverdeling
| Acteur            | Personage                 |
| ----------------- | ------------------------- |
| Charlie Sheen     | Bobby Bishop              |
| Donald Sutherland | Jacob Conrad              |
| Linda Hamilton    | Amanda Givens             |
| Stephen Lang      | The Agent                 |
| Ben Gazzara       | Vice President Saxon      |
| Sam Waterston     | President                 |
| Nicholas Turturro | Grasso                    |
| Stanley Anderson  | Attorney General Toyanbee |
| Theodore Bikel    | Professor Yuri Pochenko   |
| Paul Gleason      | Blythe                    |
| Terry O'Quinn     | Frank Ridell              |
| Gore Vidal        | Congressman Page          |
| Dey Young         | Janet                     |